# Одбојка за жене на Летњим олимпијским играма 1980.
Пети олимпијски одбојкашки тунир за жене одржан је на Олимпијским играма у Москви 1980. у Малој арени Централног Лењиновог стадиона и сали Дружба, на истом стадиону, који се налази у југозападном делу Москве.
Број учесница и систем такмичења био је исти као и на претходним играма.
Будући да се 1980. између држава које су чиниле Варшавски пакт и НАТО водио Хладни рат, учествовање на московској олимпијади отказале су Сједињене Америчке Државе и још неке земље, укупно њих 64. Непосредан повод отказа био је рат у Авганистану.
Тај поступак се одразио и на одбојкашки турнир за жене. Уместо екипа из Кине, Јапана и САД које су се квалификовале а које због бојкота нису учествовале позване су екипе из Бразила, Бугарске и Мађарске.
Учествовало је осам екипа подељено у две групе А и Б са по четири екипе.
Две првопласиране екипе из обе групе ушле су у полуфинале, где су унакрсно играли А1:Б2 и А2:Б1 по куп систему. Поражени су играли за треће место, а победници за прво, односно за златну медаљу.
По истом систему су играле за пласман од 5 до 8 места екипе које су освојиле 3 и 4 место у групама.
Такмичење је трајало од 21 до 29. јула.
Група А: СССР, ДДР, Куба и Перу
Група Б: Бугарска, Румунија, Мађарска и Бразил

## Резултати

### Група А
| 21. јули | 19:30 | Источна Немачка | - | Куба            | 3 - 1 | (15-11,15-13,10-15,15-4)       |
| 21. јули | 19:30 | Совјетски Савез | - | Перу            | 3 - 1 | (15-2,7-15,15-4,15-9)          |
| 23. јули | 19:30 | Перу            | - | Куба            | 0 - 3 | (6-15,5-15,6-15)               |
| 23. јули | 19:30 | Совјетски Савез | - | Источна Немачка | 3 - 1 | (15-5,10-15,16-14,15-6)        |
| 25. јули | 19:30 | Перу            | - | Источна Немачка | 2 - 3 | (10-15,17-15,15-11,10-15,9-15) |
| 25. јули | 19:30 | Совјетски Савез | - | Куба            | 3 - 0 | (15-6,15-13,15-10)             |

### Табела групе А
| Место | Екипа           | И | П | И | Сд | Си | Пд  | Пп  | Бод. |
| ----- | --------------- | - | - | - | -- | -- | --- | --- | ---- |
| 1     | Совјетски Савез | 3 | 3 | 0 | 9  | 2  | 153 | 99  | 6    |
| 2     | Источна Немачка | 3 | 2 | 1 | 7  | 6  | 166 | 160 | 5    |
| 3     | Куба            | 3 | 1 | 2 | 4  | 6  | 117 | 117 | 4    |
| 4     | Перу            | 3 | 0 | 3 | 3  | 9  | 108 | 168 | 3    |

### Група Б
| 21. јули | 17:30 | Бугарска | - | Румунија | 3 - 1 | (15-9,7-15,15-5,15-4)         |
| 21. јули | 17:30 | Мађарска | - | Бразил   | 3 - 2 | (17-15,9-15,15-12,6-15,15-12) |
| 23. јули | 17:30 | Мађарска | - | Румунија | 2 - 3 | (15-5,3-15,5-15,15-10,8-15)   |
| 23. јули | 17:30 | Бугарска | - | Бразил   | 3 - 0 | (15-7,15-9,15-12)             |
| 25. јули | 17:30 | Бразил   | - | Румунија | 2 - 3 | (15-10,15-9,6-15,13-15,6-15)  |
| 25. јули | 17:30 | Бугарска | - | Мађарска | 1 - 3 | (15-8,9-15,7-15,10-15)        |

### Табела групе Б
| Место | Екипа    | И | П | И | Сд | Си | Пд  | Пп  | Бод. |
| ----- | -------- | - | - | - | -- | -- | --- | --- | ---- |
| 1     | Бугарска | 3 | 2 | 1 | 7  | 4  | 138 | 114 | 5    |
| 2     | Мађарска | 3 | 2 | 1 | 8  | 6  | 161 | 170 | 5    |
| 3     | Румунија | 3 | 2 | 1 | 7  | 7  | 157 | 153 | 5    |
| 4     | Бразил   | 3 | 0 | 3 | 4  | 9  | 152 | 171 | 3    |

### Утакмице за пласман

#### од 5 до 8 места
| 27. јули | 17:30 | Перу | - | Румунија | 3 - 0 | (15-12,15-9,15-11) |
| 27. јули | 19:30 | Куба | - | Бразил   | 3 - 0 | (15-2,15-5,15-6)   |

#### 7 место
| 29. јули | 16:00 | Румунија | - | Бразил | 0 - 3 | (8-15,12-15,12-15) |

#### 5 место
| 29. јули | 18:00 | Куба | - | Перу | 3 - 1 | (15-9,15-7,12-15,15-5) |

### Полуфинале
| 27. јули | 17:30 | Источна Немачка | - | Бугарске | 3 - 2 | (15-10,12-15,15-9,7-15,15-6) |
| 27. јули | 19:30 | Совјетски Савез | - | Мађарска | 3 - 0 | (15-11,15-13,15-2)           |

### 3 место
| 29. јули | 17:30 | Бугарска | - | Мађарска | 3 - 2 | (15-5,13-15,6-15,15-4,15-8) |

### Финале
| 29. јули | 19:30 | Совјетски Савез | - | Источна Немачка | 3 - 1 | (15-12,11-15,15-13,15-7) |

### Коначна табела
| rang   | land            |
| ------ | --------------- |
| злато  | Совјетски Савез |
| сребро | Источна Немачка |
| бронза | Бугарска        |
| 4      | Мађарска        |
| 5      | Куба            |
| 6      | Перу            |
| 7      | Бразил          |
| 8      | Румунија        |

## Састави екипа победница
| 1. | Совјетски Савез | Надежда Радзевич, Наталија Разумова, Олга Соловова, Јелена Ахаминова, Лариса Павлова, Јелена Андрејук, Ирина Макагонова, Љубов Козирева, Светлана Никишина, Људмила Чернишева, Светлана Бадулина, Лидија Логинова |
| 2  | ДДР             | Андреа Хајм, Анет Шулц, Кристине Мумхарт, Хејке Леман, Барбара Чекала, Карла Рофајс, Карин Пишел, Мартина Шмид, Анке Вестендорф, Катарина Булин, Бригите Фецер, Уте Кострзева                                     |
| 3  | Бугарска        | Тања Димитрова, Валентина Илијева, Галина Станчева, Силва Петрунова, Анка Христолова, Верка Борисова, Маргарита Герасимова, Румјана Кајшева, Маја Георгијева, Тања Гогова, Цветана Божурина, Росица Димитрова     |